# Từ (thể loại văn học)
Từ (giản thể: 词; phồn thể: 詞; bính âm: cí; Wade–Giles: tz'ŭ, đôi khi cũng được viết là 辭 hay 辞) là một thể loại văn học, hình thành vào đời Đường, và phát triển mạnh vào đời Tống ở Trung Quốc.